# نفترون
نفترون (به انگلیسی: Naftoruon) یک منطقه مسکونی در جمهوری آذربایجان است که در شهرستان لنکران و در دهیاری اوساکوچه واقع شده‌است.
نفترون برگرفته از واژه هفترون در زبان تالشی به معنای هفت رودخانه است.